# Otatea acuminata
Otatea acuminata är en gräsart som först beskrevs av William Munro, och fick sitt nu gällande namn av Cléofe Elsa Calderón och Thomas Robert Soderstrom. Otatea acuminata ingår i släktet Otatea och familjen gräs. Inga underarter finns listade i Catalogue of Life.

## Bildgalleri

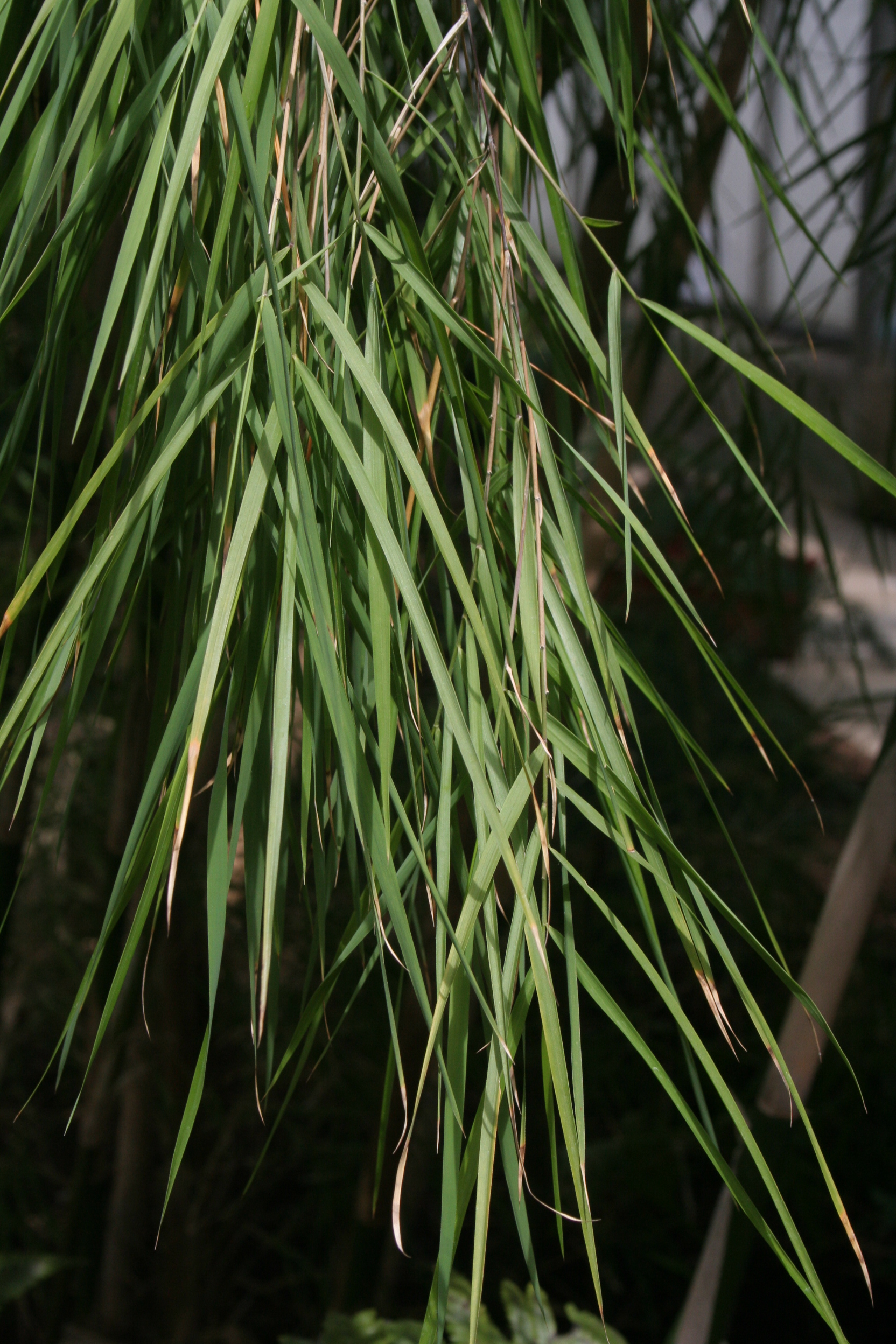
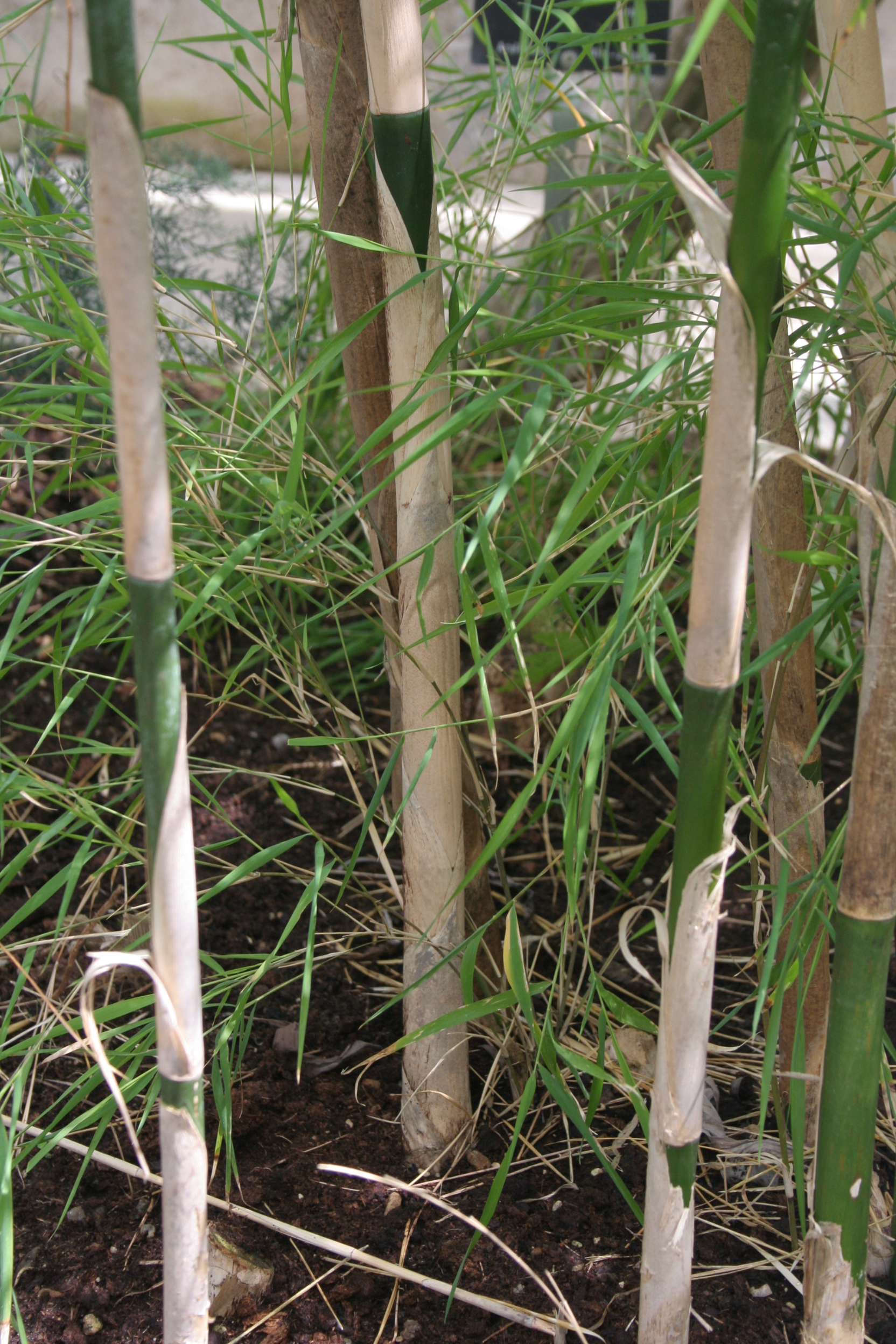
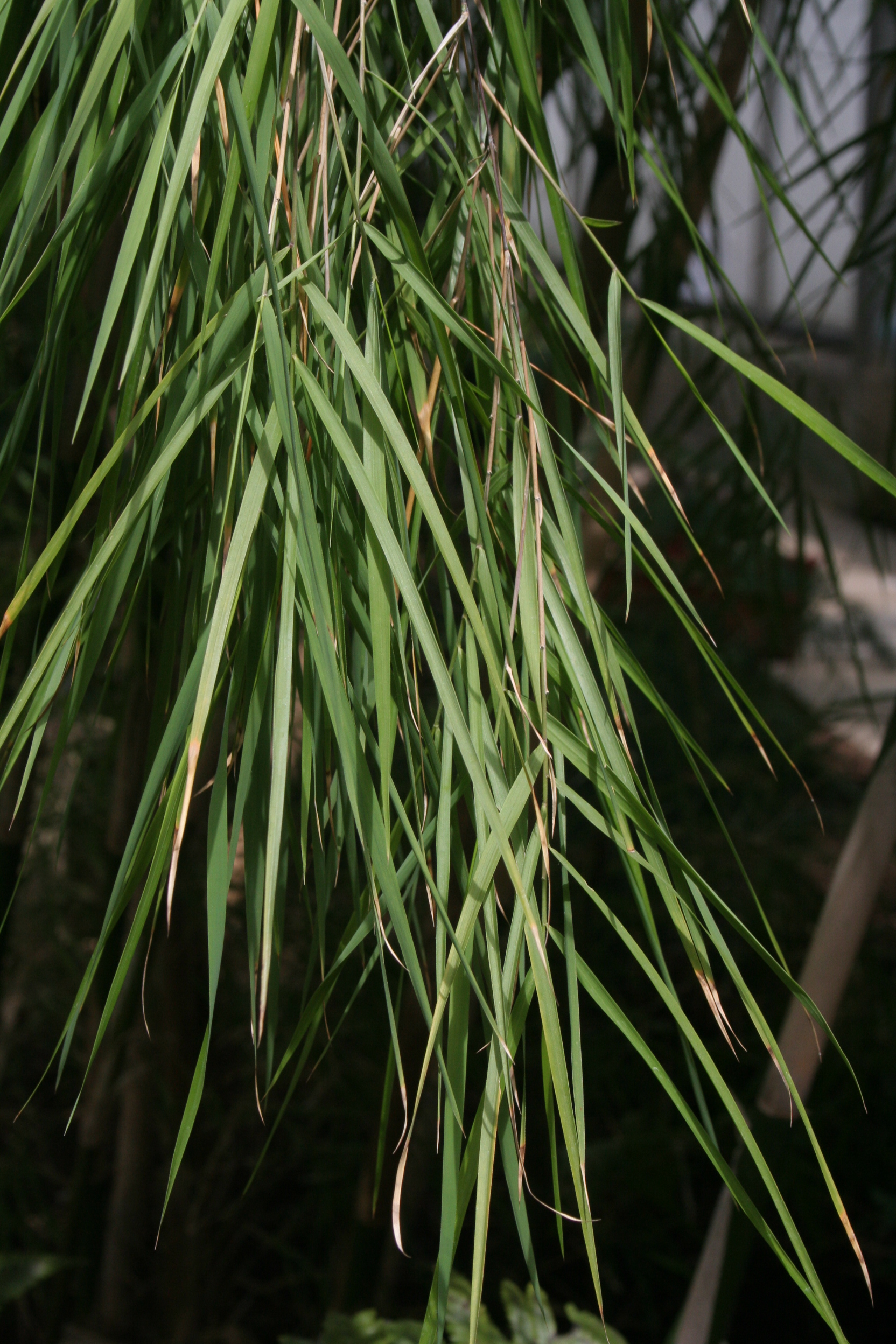
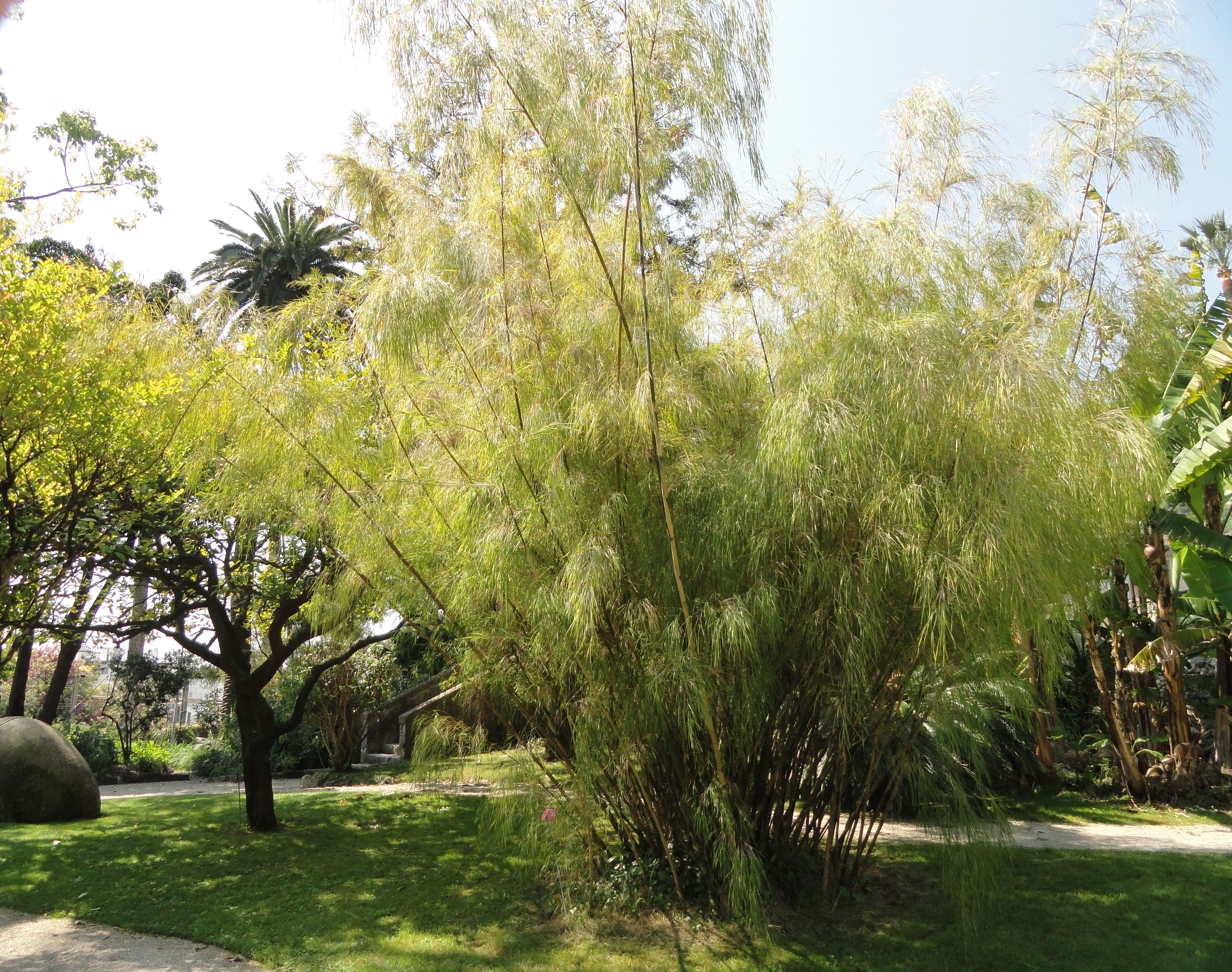
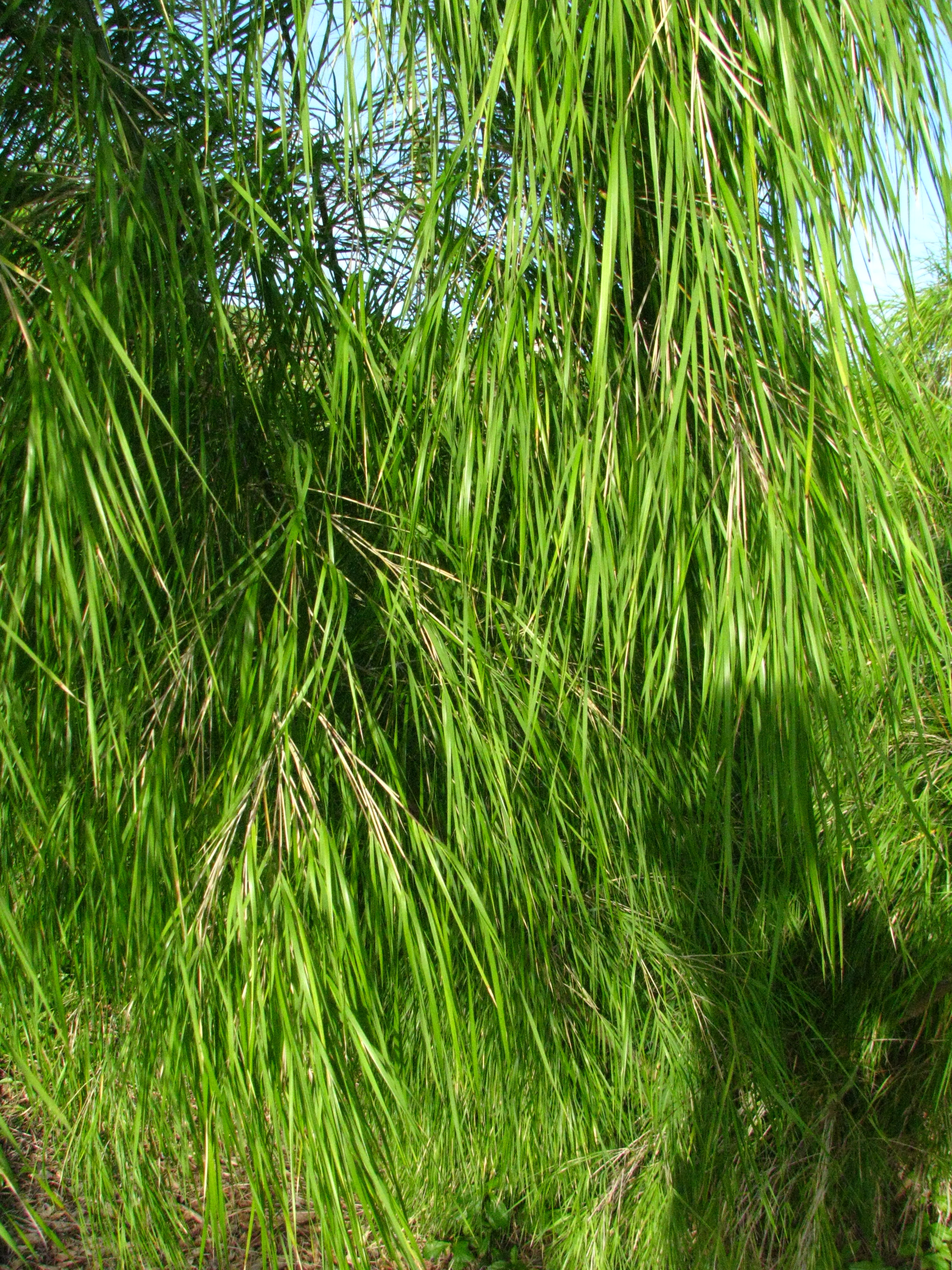
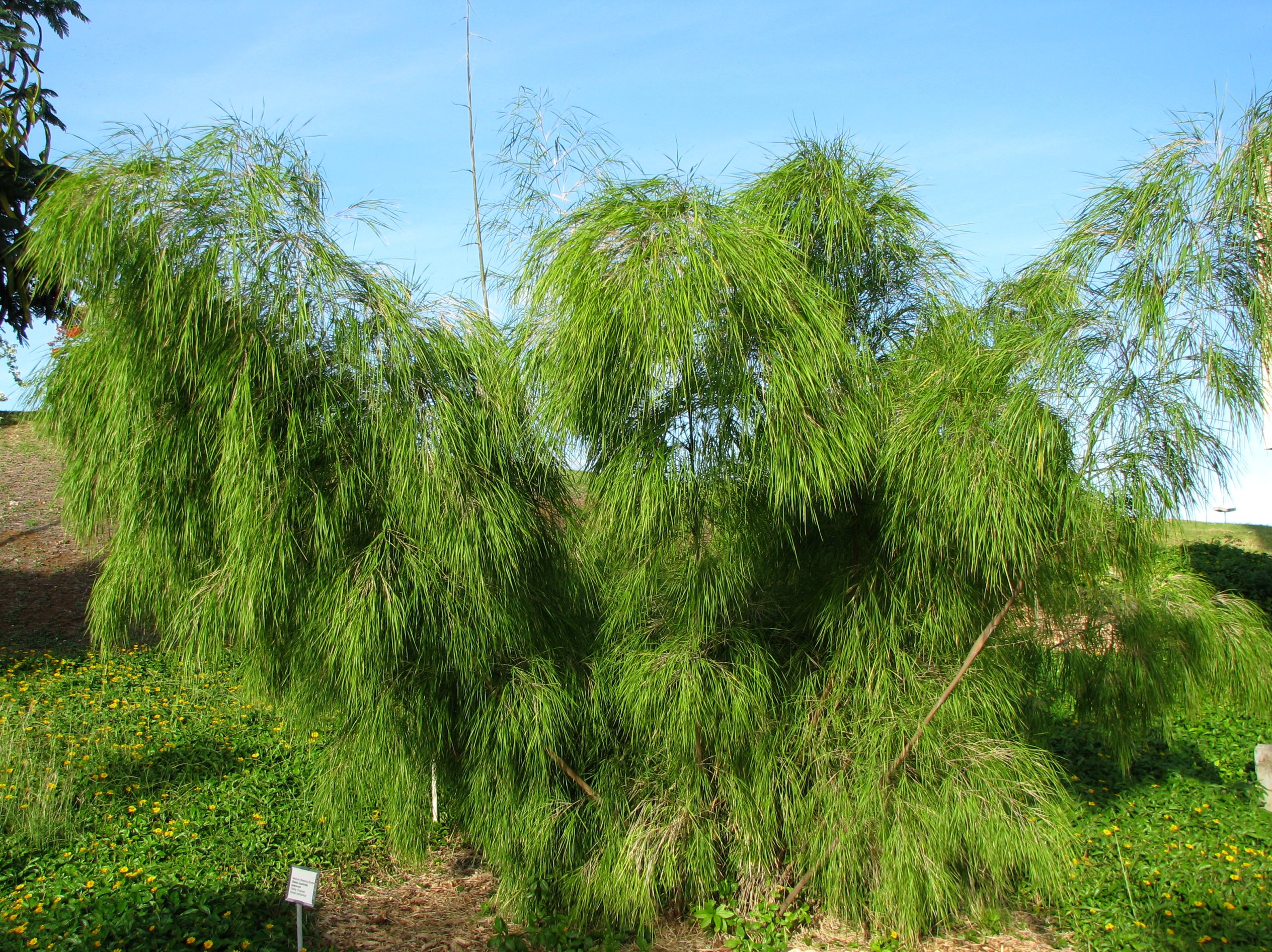